# Edgar Schranz
Edgar Schranz (* 2. Juni 1930 in Wien; † 13. April 2009 ebenda) war ein österreichischer Politiker (SPÖ) und leitender Sozialversicherungsangestellter. Schranz war von 1970 bis  1971 Mitglied des Bundesrates und von 1971 bis 1994 Abgeordneter zum Österreichischen Nationalrat.

## Ausbildung und Beruf
Schranz besuchte zwischen 1936 und 1940 die Volksschule in Wien und absolvierte danach von 1940 bis 1949 ein Realgymnasium in Wien. Er war Werkstudent an den Universitäten Graz und Wien und promovierte 1961 zum Dr. rer. pol. Nach der Matura arbeitete Schranz von 1949 bis 1965 als Sachbearbeiter für Pensionsangelegenheiten in der Allgemeinen Invalidenversicherungsanstalt und war zuletzt Leiter des Pressereferates. Er hatte danach von 1965 bis 1974 das Amt des Direktors der Österreichischen Bauernkrankenkasse inne und war von 1974 und bis 1993 Generaldirektor-Stellvertreter der Sozialversicherungsanstalt der Bauern. Zudem war er nebenberuflich als Publizist und Journalist tätig und wurde 1996 zum Professor ernannt.

## Politik
Schranz vertrat zwischen dem 15. Dezember 1970 und dem 21. Oktober 1971 die SPÖ im Bundesrat. Danach wechselte er in den Nationalrat, dem er vom 4. November 1971 bis zum 6. November 1994 angehörte. Er war zudem innerparteilich Mitglied des Vorstandes der SPÖ Wien, von 1971 bis 1994 Bezirksparteivorsitzender der SPÖ Wien-Leopoldstadt sowie ab 1994 Bezirksparteivorsitzender-Stellvertreter. Zudem war er Mitglied des SPÖ-Bundesparteivorstandes der SPÖ. Als Seniorenpolitiker gehörte Schranz dem Verbandsvorstand und dem Präsidium des Pensionistenverbandes Österreichs an und war stellvertretender Landesvorsitzender des Pensionistenverbandes in Wien sowie Mitglied des Seniorenbeirates der Stadt Wien und des Bundes.
Schranz wurde am Wiener Südwestfriedhof (Gruppe 14, Reihe 2, Nummer 1B) bestattet.
Im Oktober 2020 wurde der Edgar-Schranz-Hof in der Rustenschacherallee 44–56 im 2. Wiener Gemeindebezirk nach ihm benannt.